# La Celle-sous-Montmirail

La Celle-sous-Montmirail este o comună în departamentul Aisne din nordul Franței. În 1 ianuarie 2018 avea o populație de 119 de locuitori.